# Haus Busch (Niederelvenich)
Haus Busch steht am Ostrand von Niederelvenich in Richtung Wichterich, beides Stadtteile von Zülpich im Kreis Euskirchen in Nordrhein-Westfalen an der heutigen Landesstraße 162 in der Rotbachaue.
Haus Busch ist eine einteilige Wasserburg, die auf einer regelmäßigen Insel liegt und als landwirtschaftlicher Hof genutzt wird.
Es gilt als sicher, dass Haus Busch ein ehemaliger Prümer Lehenshof war. Wann die Burg erbaut wurde, ist nicht mit Sicherheit feststellbar. Im 15. Jahrhundert ging die Burg von den Beissel von Gymnich an Michael von Bongart. Seine Schwester Katharina erbte das Anwesen im Jahre 1545. Sie nannte sich Hall zum Busch, was namensgebend für die Burg wurde. 1692 kaufte die verwitwete Maria von Groote den landtagsfähigen kurkölnischen Rittersitz. Ihr Sohn Ferdinand begann 1700 mit dem ehrgeizigen Ausbau der mittelalterlichen Burg zum barocken Landschloss. Er starb 1742 in Turin; das Bauvorhaben blieb unvollendet. Das unfertige Haus erbte seine Nichte Maria Jakobe, von der es 1778 an die mit den Grootes verschwägerte Familie von Geyr zu Müddersheim ging. 1815 waren die Freiherren von Mylius und die Freiherren von Pranghe gemeinsame Eigentümer. Der spätere Alleineigentümer von Mylius verkaufte das Anwesen Mitte des 20. Jahrhunderts an die bürgerliche Familie Radmacher. Heute gehört das Anwesen dem Kölner Kunstauktionator Henrik Hanstein. Er machte Haus Busch wieder zu einem gesellschaftsfähigen Landsitz.
Durch das Tor, welches früher durch eine Zugbrücke erreichbar war, sieht man heute eine neuzeitliche Scheune, unter der sich die Kellergewölbe des mittelalterlichen Burghauses befinden. Ein kleiner Eckturm und Mauerreste von Burg und Zwinger sind an der Südostecke zu sehen. Die Vorburg wurde von Ferdinand vom Groote noch kurz vor seinem Tod fertiggestellt.
Haus Busch wurde am 13. April 1983 unter Nummer 26 in die Denkmalliste der Stadt Zülpich eingetragen.